# Olympische Sommerspiele 2008/Teilnehmer (Tadschikistan)
| Gelbes Symbol für Goldmedaillen mit stilisierten Olympischen Ringen | Graues Symbol für Silbermedaillen mit stilisierten Olympischen Ringen | Braundes Symbol für Bronzemedaillen mit stilisierten Olympischen Ringen |
| ------------------------------------------------------------------- | --------------------------------------------------------------------- | ----------------------------------------------------------------------- |
| —                                                                   | 1                                                                     | 1                                                                       |

Tadschikistan nahm 2008 in Peking zum vierten Mal an Olympischen Sommerspielen teil. Die erste Teilnahme war 1996. Das Land trat mit 13 Athleten in acht verschiedenen Sportarten an.
Die Bronzemedaille von Rassul Boqijew im Judo war die erste olympische Medaille für Tadschikistan überhaupt.

## Medaillen

### Medaillenspiegel
| Medaillenspiegel Tadschikistan |          |                              |                           |                           |        |
| Platz                          | Sportart | Goldmedaille – Olympiasieger | Silbermedaille – 2. Platz | Bronzemedaille – 3. Platz | Gesamt |
| 1                              | Ringen   | -                            | 1                         | -                         | 1      |
| 2                              | Judo     | -                            | -                         | 1                         | 1      |
| Total                          | Total    | -                            | 1                         | 1                         | 2      |

### Medaillengewinner

#### Silber
| Name                | Sportart | Kategorie                                 |
| ------------------- | -------- | ----------------------------------------- |
| Jussuf Abdussalomow | Ringen   | Freistil Klasse bis 84 kg (Mittelgewicht) |

#### Bronze
| Name           | Sportart | Kategorie                 |
| -------------- | -------- | ------------------------- |
| Rassul Boqijew | Judo     | Leichtgewicht (bis 73 kg) |

## Teilnehmer nach Sportart

### Bogenschießen
- Albina Kamaletdinowa
Frauen, Einzel

### Boxen
- Scheralij Dostijew
Männer, Halbfliegengewicht (bis 48 kg)
- Anvar Yunusov
Männer, Fliegengewicht (bis 51 kg)
- Dschahon Qurbonow
Männer, Halbschwergewicht (bis 81 kg)

### Gewichtheben
- Nizom Sangov
Männer, Klasse bis 69 kg

### Judo
- Rassul Boqijew
Männer, Leichtgewicht (bis 73 kg): Bronze
- Sherali Bozorov
Männer, Halbmittelgewicht (bis 81 kg)
- Negmatuillo Asranqulov
Männer, Mittelgewicht (bis 90 kg)

### Leichtathletik
- Galina Mitjajewa
- Dilschod Nasarow

### Ringen
- Jussuf Abdussalomow
Männer, Freistil Klasse bis 84 kg (Mittelgewicht): Silber
- Witalij Korjakin
Männer, Freistil Klasse bis 60 kg (Federgewicht)

### Schießen
- Sergei Babikow
Männer, Luftpistole 10 Meter

### Schwimmen
- Alischer Tschingisow
- Katerina Ismailowa